# Дергаиш
Дергаиш — река в России, протекает по территории Кувандыкского и Гайского районов Оренбургской области. Устье реки находится в 70 км по правому берегу реки Губерли. Длина реки — 20 км.

## Данные водного реестра
По данным государственного водного реестра России относится к Уральскому бассейновому округу, водохозяйственный участок реки — Урал от города Орск до впадения реки Сакмара. Речной бассейн реки — Урал (российская часть бассейна).
Код объекта в государственном водном реестре — 12010000812112200004041.